# О. Джей: Зроблено в Америці
«О. Джей: Зроблено в Америці» (англ. O.J.: Made in America) — американський документальний фільм, знятий Езрою Едельманом. Світова прем'єра стрічки відбулась 22 січня 2016 року на Санденському кінофестивалі.
Фільм розповідає про спортсмена та актора О. Джей Сімпсона, починаючи з його приходу до футбольного університетського клубу і завершуючи 2007 роком під час судового процесу над ним. Історія Сімпсона розвивається на тлі міжрасової напруженості та зіткнень афроамериканської громади Лос-Анджелеса з поліцією.

## Виробництво
Виробництво фільму почалось у лютому 2014 року. Режисер Езра Едельман спочатку відмовився від зйомок, заявивши, що по О. Джей Сімпсону вже все розказано, але зрештою змінив свою думку. Для фільму було записано 72 інтерв'ю з людьми, пов'язаними з О. Джей Сімпсоном, включаючи його колег, друзів, знайомих та учасників судового процесу.

## Сприйняття

### Критика
Фільм отримав позитивні відгуки від кінокритиків. На вебсайті Rotten Tomatoes стрічка має рейтинг 100% за підсумком 38 рецензій, а її середній бал становить 9,7/10.
На Metacritic фільм отримав 96 балів зі 100 на підставі 21 рецензії, що вважається «загальним схваленням».

### Нагороди й номінації
| Список нагород і номінацій               | Список нагород і номінацій | Список нагород і номінацій                 | Список нагород і номінацій            | Список нагород і номінацій | Список нагород і номінацій |
| Кінопремія                               | Дата церемонії             | Категорія                                  | Номінант(и)                           | Результат                  | Дж                         |
| ---------------------------------------- | -------------------------- | ------------------------------------------ | ------------------------------------- | -------------------------- | -------------------------- |
| Cinema Audio Society Awards              | 18 лютого 2017             | Найкращий звук у документальному фільмі    | Кіт Годне, Ерік Ді Стефано            | Номінація                  | [ 4 ]                      |
| Cinema Eye Honors                        | 11 січня 2017              | Найкращий документальний фільм             | «О. Джей: Зроблено в Америці»         | Номінація                  | [ 5 ]                      |
| Cinema Eye Honors                        | 11 січня 2017              | Найкращий режисер                          | Езра Едельман                         | Номінація                  | [ 5 ]                      |
| Cinema Eye Honors                        | 11 січня 2017              | Найкращий монтаж                           | Брет Гранато, Мая Мумма, Бен Созанскі | Номінація                  | [ 5 ]                      |
| Cinema Eye Honors                        | 11 січня 2017              | Найкращий продюсер                         | Езра Едельман, Керолайн Вотерло       | Номінація                  | [ 5 ]                      |
| Cinema Eye Honors                        | 11 січня 2017              | Найкраща музика                            | Гарі Ліонеллі                         | Номінація                  | [ 5 ]                      |
| Асоціація кінокритиків Остіна            | 28 грудня 2016             | Найкращий документальний фільм             | «О. Джей: Зроблено в Америці»         | Номінація                  | [ 6 ] [ 7 ]                |
| Американський інститут кіномистецтва     | 6 січня 2017               | Спеціальна нагорода                        | «О. Джей: Зроблено в Америці»         | Перемога                   | [ 8 ] [ 9 ]                |
| Кінопремія «Готем»                       | 28 листопада 2016          | Найкращий документальний фільм             | «О. Джей: Зроблено в Америці»         | Перемога                   | [ 10 ] [ 11 ]              |
| Премія Гільдії продюсерів США            | 28 січня 2017              | Найкращий продюсер документального фільму  | Езра Едельман, Керолайн Вотерло       | Перемога                   | [ 12 ]                     |
| Премія Гільдії режисерів США             | 4 лютого 2017              | Найкращий режисер документального фільму   | Езра Едельман                         | Перемога                   | [ 13 ]                     |
| Премія документалістики «Вибір критиків» | 3 листопада 2016           | Найкращий документальний фільм             | «О. Джей: Зроблено в Америці»         | Перемога                   | [ 14 ] [ 15 ]              |
| Премія документалістики «Вибір критиків» | 3 листопада 2016           | Найкращий режисер                          | Езра Едельман                         | Перемога                   | [ 14 ] [ 15 ]              |
| Премія документалістики «Вибір критиків» | 3 листопада 2016           | Найкращий політичний документальний фільм  | «О. Джей: Зроблено в Америці»         | Номінація                  | [ 14 ] [ 15 ]              |
| Премія документалістики «Вибір критиків» | 3 листопада 2016           | Найкращий спортивний документальний фільм  | «О. Джей: Зроблено в Америці»         | Перемога                   | [ 14 ] [ 15 ]              |
| Премія документалістики «Вибір критиків» | 3 листопада 2016           | Найкращий закінчений документальний серіал | «О. Джей: Зроблено в Америці»         | Перемога                   | [ 14 ] [ 15 ]              |
| Премія «Незалежний дух»                  | 25 лютого 2017             | Найкращий документальний фільм             | «О. Джей: Зроблено в Америці»         | Перемога                   | [ 16 ]                     |